# 守口悠介
守口 悠介（もりぐち ゆうすけ、1985年 - ）は日本の脚本家。神奈川県出身。中央大学文学部心理学専攻卒業。

## 来歴
広告代理店勤務を経て、作家に転向する。オリガミクス・パートナーズ所属。

## 作品

### テレビドラマ
- 新撰組PEACE MAKER（毎日放送、2010年）
- 土俵ガール!（毎日放送、2010年）
- 相棒 season10（テレビ朝日、2011-2012年） #8、#17
- 新・おみやさん（テレビ朝日、2012年）#5
- タンクトップファイター（毎日放送、2013年）
- 土曜ワイド劇場 狩矢父娘シリーズ#スタッフ（テレビ朝日、2014年）
- 世にも奇妙な物語（フジテレビ）
  - 「サプライズ」（'14 秋の特別編、2014年）
  - 「ハイ・ヌーン」（25周年記念！秋の2周連続SP〜傑作復活編〜、2015年）
  - 「しらず森」（'19 雨の特別編、2019年6月8日）
- メサイア‐影青ノ章‐（TOKYO MX、2015年）
- AKBホラーナイト アドレナリンの夜（テレビ朝日、2015年）
- 警視庁・捜査一課長 第2話、第7話（どちらも石原武龍と共同執筆）（テレビ朝日、2016年）
- フリンジマン〜愛人の作り方教えます〜（テレビ東京、2017年）
- オー・マイ・ジャンプ！〜少年ジャンプが地球を救う〜（テレビ東京、2018年）
- スモーキング（テレビ東京、2018年）
- 歌舞伎町弁護人 凛花（BSテレビ東京、2019年）
- 左ききのエレン（毎日放送、2019年）
- ランチ合コン探偵〜恋とグルメと謎解きと〜（読売テレビ/日本テレビ、2020年1月 - 3月）[1]
- アメリカに負けなかった男〜バカヤロー総理 吉田茂〜（テレビ東京、2020年2月24日）[2]
- 竜の道 二つの顔の復讐者（カンテレ / フジテレビ、2020年7月28日 -　9月15日）
- アオイウソ〜告白の放課後〜（TOKYO MX、2021年1月 - ）
- スイートリベンジ（フジテレビ、2021年3月22日）
- ラブシェアリング（ひかりTV、2022年）
- ブラック/クロウズ〜roppongi underground〜（フジテレビ、2022年）
- ハコビヤ（テレビ東京、2024年）

### ネット配信ドラマ
- 代償（2016年、Hulu、主演：小栗旬）
- 特別広域追跡班 〜ヒトリヨガリの科学捜査官〜（2020年12月6日、ABEMA・TELASA）
- Deathきゅんループは止まらない！（2022年、LINEドラマ）
- ショート・プログラム（2022年、Amazon Prime Video）
- 人生あいつでやり直すことにした。（2022年、YouTube）

### 映画
- つむぐもの（2016年）
- ラオス 竜の奇跡（2017年）（熊沢誓人と共同執筆）
- 名前（2018年）[3]
- きらきら眼鏡（2018年） 原作：森沢明夫
- 喝 風太郎!!（2019年）[4]
- こはく（2019年）
- ビューティフルドリーマー（2020年）原案：押井守

### 舞台
- リトルジャンク公演『誘拐夜行』（2009年）
- 東京俳優市場2010春『夕月おちて』（2010年）
- TEAM CONTAINER芝ラ居ブ（2010年）
- リトルジャンク公演『Have A Nice Day』（2010年)
- 秘祭（2011年8月30日 - 9月4日、スペース・ゼロ/全労済ホールスペース・ゼロ）

### テレビアニメ
- それいけ!アンパンマン（日本テレビ、2021年）